# Остапівка (Миколаївський район)
Оста́півка — село в Україні, у Сухоєланецькій сільській громаді Миколаївського району Миколаївської області. Населення становить 16 осіб.

## Населення
Згідно з переписом УРСР 1989 року чисельність наявного населення села становила 20 осіб, з яких 6 чоловіків та 14 жінок.
За переписом населення України 2001 року в селі мешкало 16 осіб. 100 % населення вказало своєю рідною мовою українську мову.